# Coral Sant Jordi
La Coral Sant Jordi è un coro polifonico catalano fondato a Barcellona nel 1947.

## Storia
Il coro è stato fondato da Oriol Martorell, che ne è rimasto alla guida per ben 44 anni. Martorell ha dato al coro un imprinting eclettico, plasmandone il repertorio all'insegna della varietà (dal canto gregoriano, al Llibre vermell de Montserrat, fino alla musica jazz).
Dalla sua fondazione la Coral Sant Jordi ha tenuto più di 1700 concerti in Spagna e in altri paesi europei, collaborando con importanti direttori e compositori quali Sergiu Celibidache, Eduard Toldrà, Hermann Scherchen, Duke Ellington, Antoni Ros Marbà, Michel Corboz, Sergiu Comissiona, Edmon Colomer, László Heltay, Lawrence Foster e Lluís Llach.
Alla Coral Sant Jordi fanno riferimento anche due cori di voci bianche (L'Esquitx, L'Espurna) fondati rispettivamente nel 1962 e nel 1966 e un coro giovanile (Cor Jove de la Coral Sant Jord) fondato nel 2006.
Ha sede presso la chiesa di San Filippo Neri a Barcellona.

## Direttori
- 1947-2000: Oriol Martorell
- 2000-2016: Lluís Vila i Casañas
- 2016-attuale: Oriol Castanyer[4]